# Ophioglossum kawamurae
Ophioglossum kawamurae är en låsbräkenväxtart som beskrevs av Tag. Ophioglossum kawamurae ingår i släktet ormtungor, och familjen låsbräkenväxter. Inga underarter finns listade i Catalogue of Life.